# Église Saint-Nicolas de Troyes
L'église Saint-Nicolas  est une église catholique située à Troyes, dans l'Aube en France. Datant du XVIe siècle, elle renferme d'importants exemples de vitraux et de statuaire de la Renaissance.

## Historique
C'est une chapelle qui dépendait de la paroisse de St-Jean-au-Marché en 1189 et ne devint indépendante qu'en 1722. L'église fut rebâtie en pierre après l'incendie de 1524 qui détruisit une grande partie de la ville. En 1526, le conseil de fabrique décida l'agrandissement de l'édifice. Le maître maçon Gérard Faulchot proposa un plan qui fut mis en réalisation en avril ; un long chantier acheva les parties basses du chœur en 1535 et la partie nord de l'église. Son fils Jean édifia les chapelles de la nef puis le côté sud de 1551 à 1553. Une nouvelle campagne de 1553 à 1566 acheva le côté nord. Rémy Mauvoisin finit la couverture de l'édifice entre 1582 et 1608 en laissant la date de 1594 entre la deuxième et la troisième travée. L'église se trouvait adjacente à la muraille.
Le clocher construit de l'autre côté de la ruelle sur le flanc nord a été détruit au XVIIIe siècle. Lorsque les fortifications furent rasées, le portail occidental fut édifié en 1840. La baie d'axe, derrière le maitre autel, ne date que de 1900.

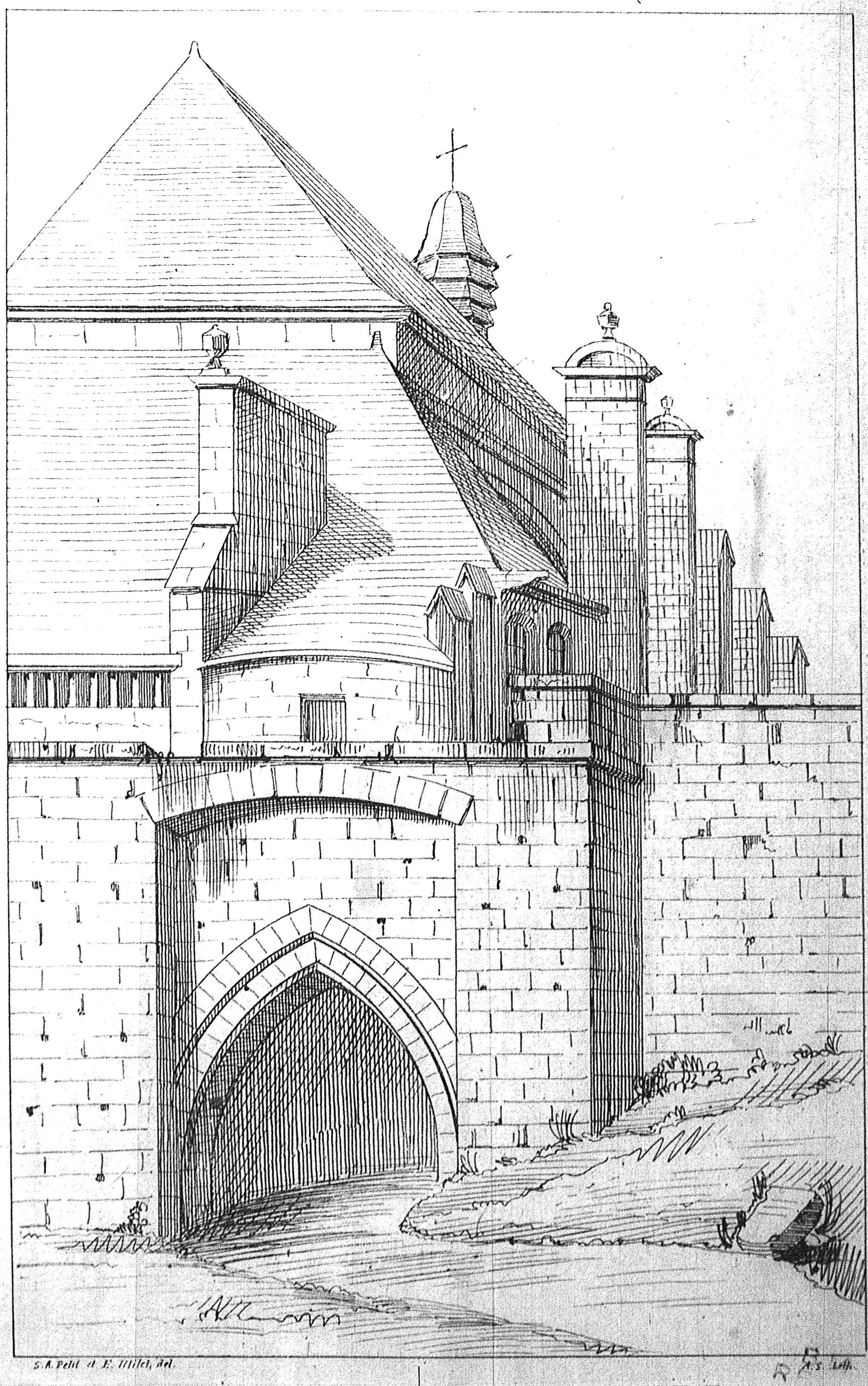
L'église derrière le rempart et la porte d'Auxerre,
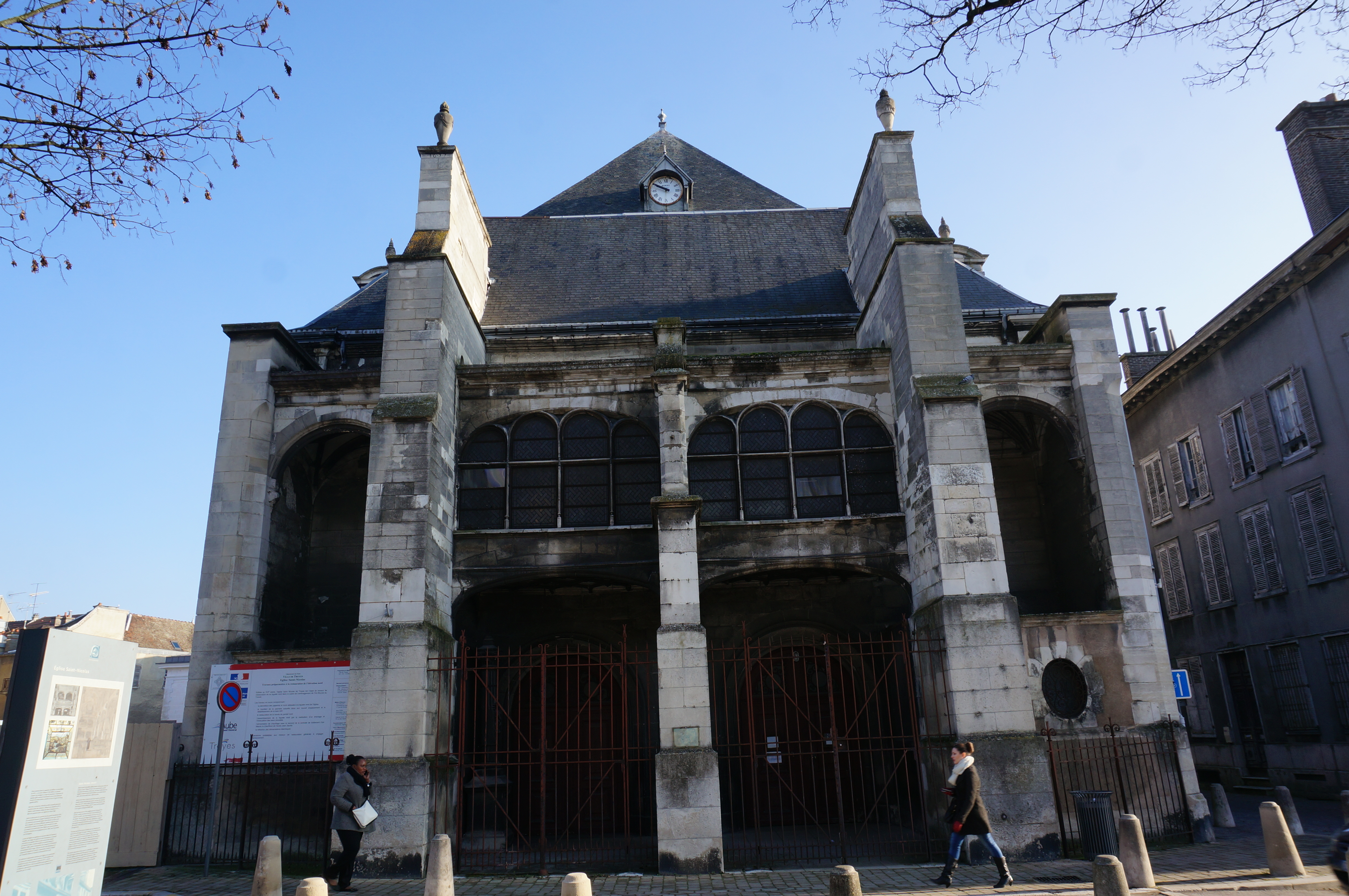
Le portail occidental.

## Architecture
Elle est sur un plan basilical avec cinq travées. Son entrée donne sur un narthex qui est surmonté d'une chapelle transversale.

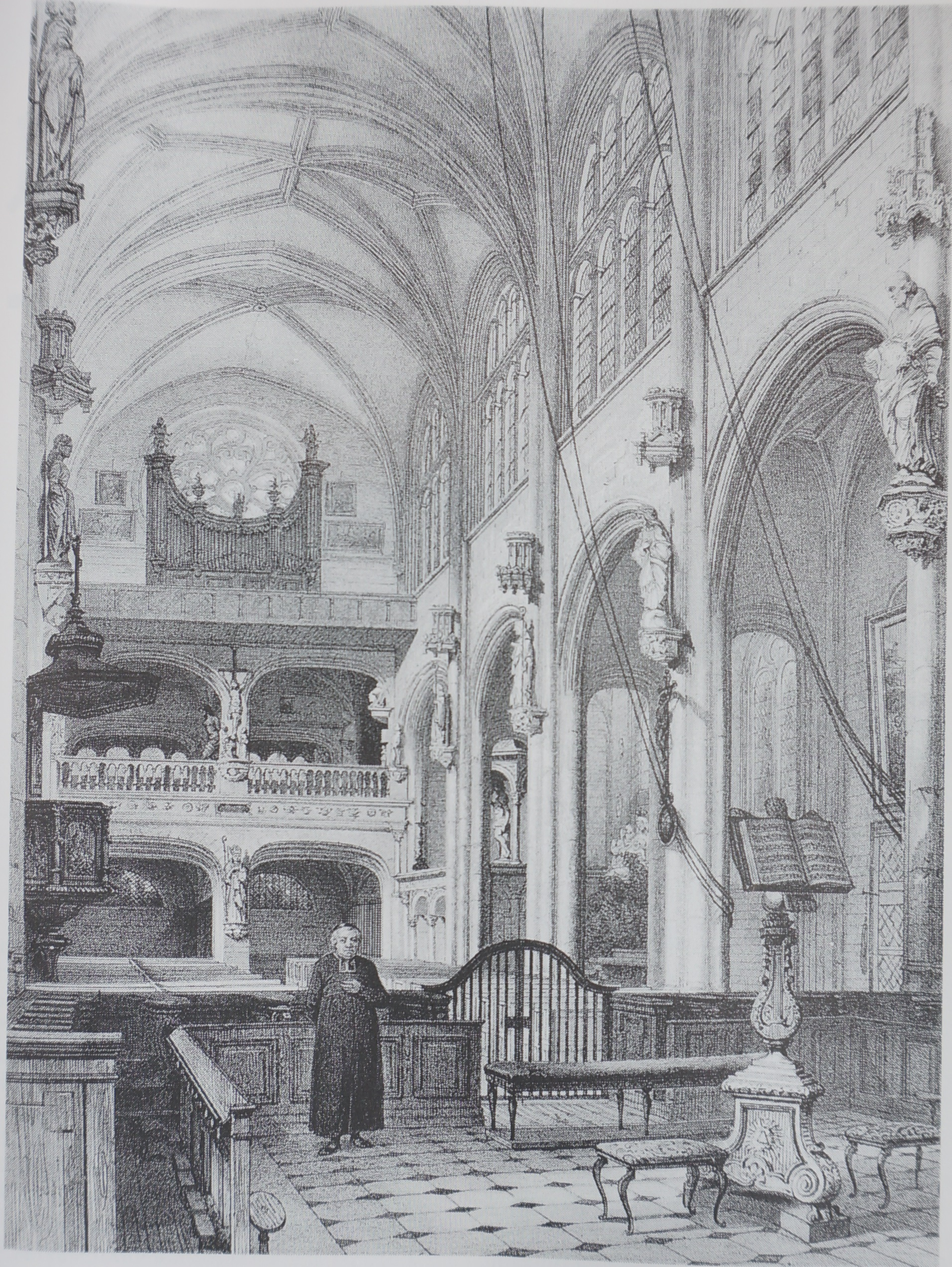
L'intérieur en 1850.
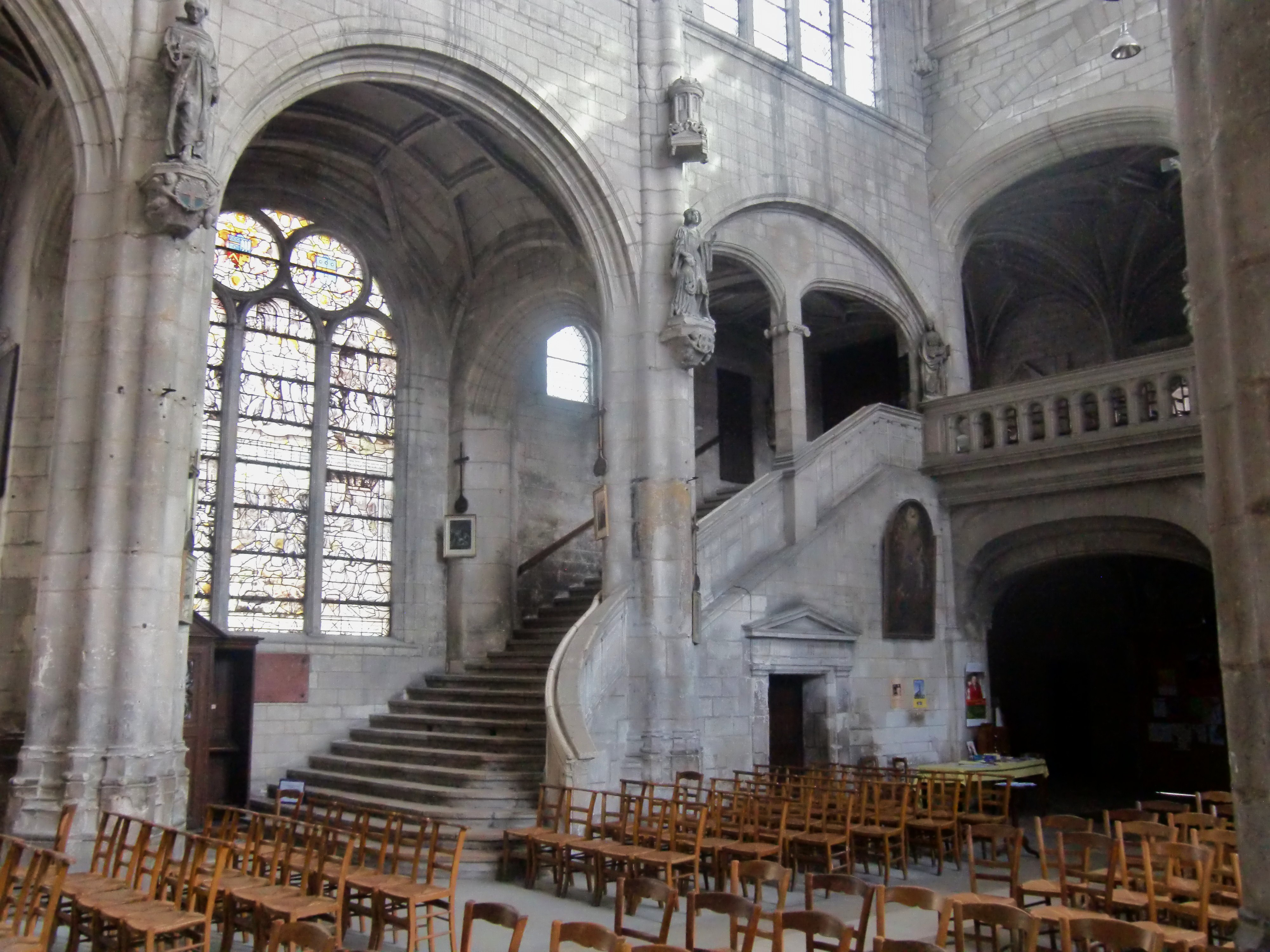
L'accès à la tribune.

### Chapelle de la tribune
Cette chapelle du calvaire en forme de tribune à laquelle on accède par un escalier monumental est une volonté du vicaire Jacques Collet. Elle est très richement décorée par une peinture monumentale de Nicolas Cordonnier sur le mur nord, qui a été réalisée entre 1551 et 1552. La peinture est encadrée par deux groupes sculptés : la donatrice, à droite et le donateur accompagnés de saints, dans le style de l'atelier de Chaource.
Une montée au calvaire se trouve en face de l'escalier, le Christ ployant sous la croix est une œuvre du XVIe siècle, classée, attribué à l'atelier de Chaource. Adossé à la verrière, don de la famille Collet, on peut admirer également un Christ à la colonne, œuvre du XVIe siècle en marbre blanc attribué à François Gentil. Le socle porte des plaques de remerciements. Cette statue se trouvait au centre de la chapelle comme colonne soutenant le plafond ; elle fut déplacée au milieu du XIXe siècle pour accueillir les personnes qui montent par l'escalier.

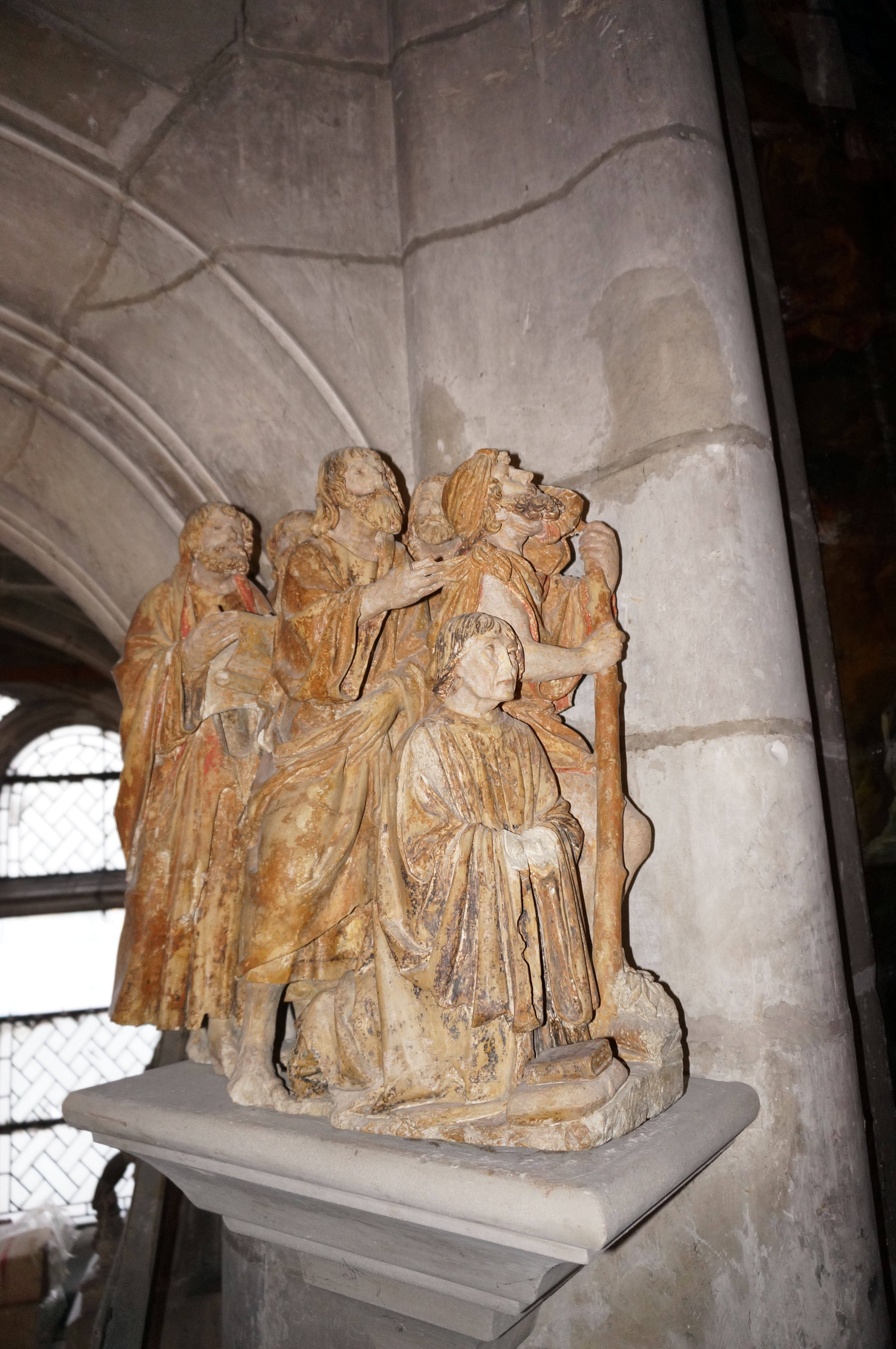
Groupe du
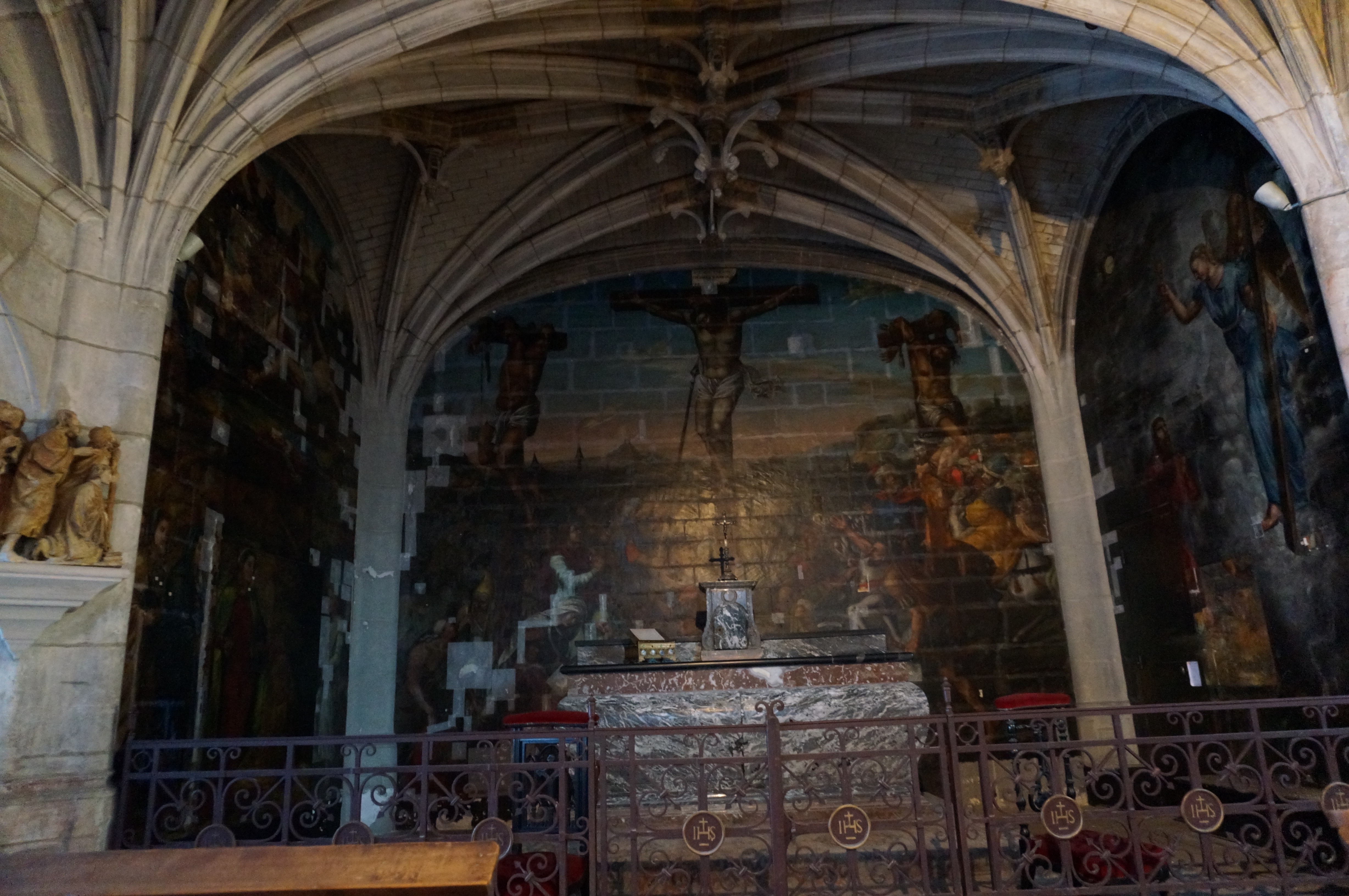
donateur[6] à gauche du calvaire
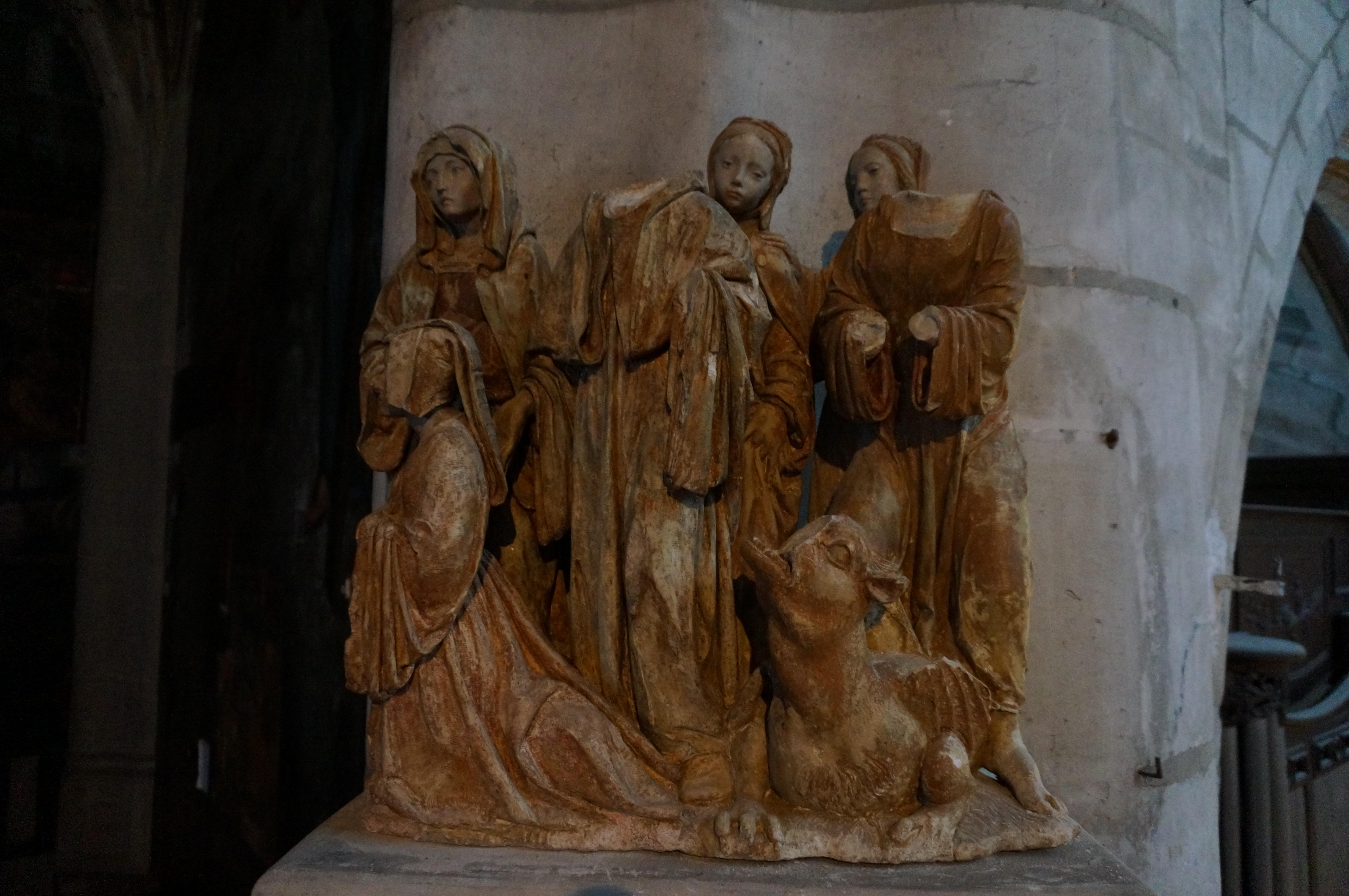
celui de droite la donatrice.
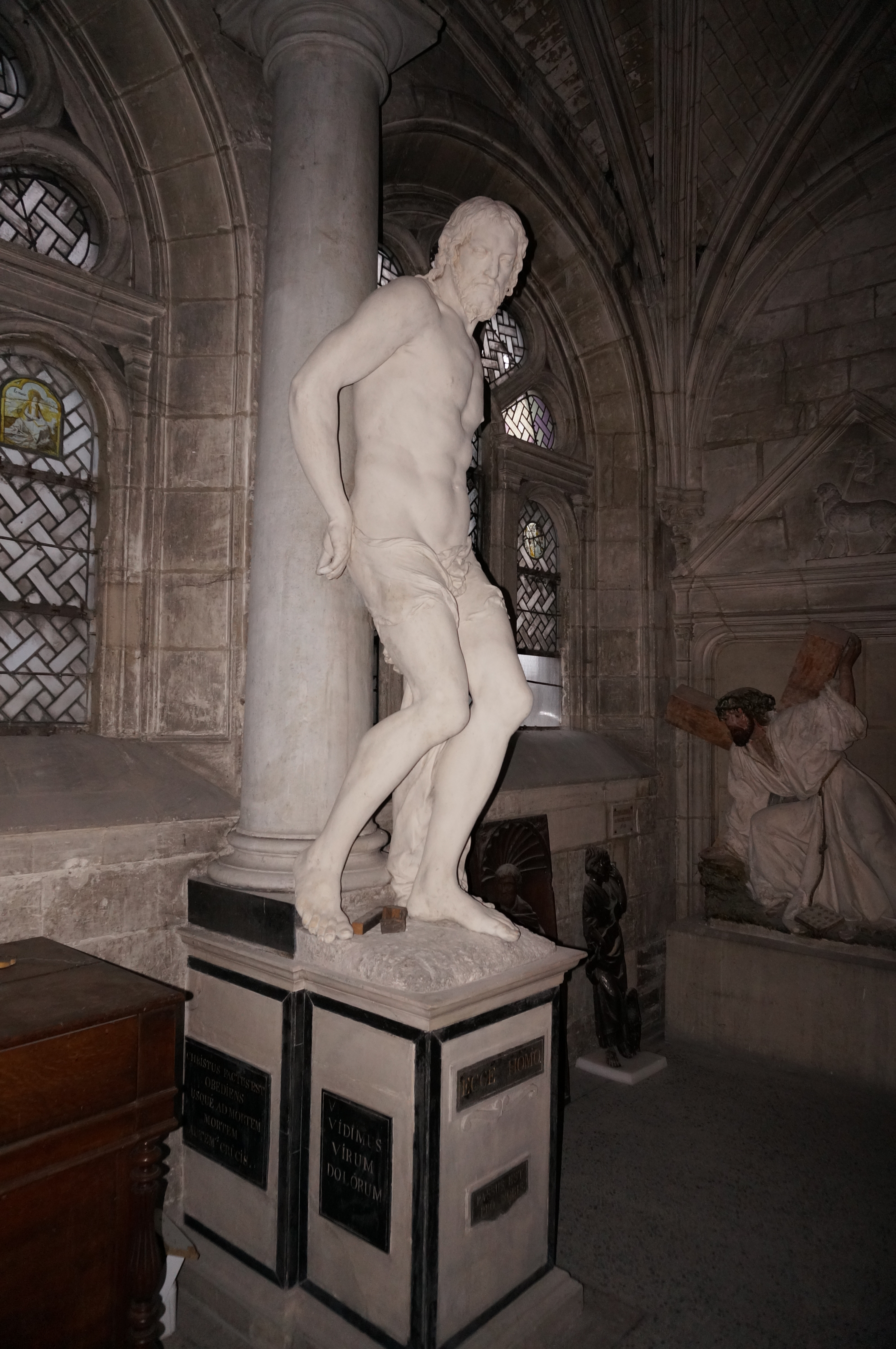
Christ à la colonne de François Gentil.
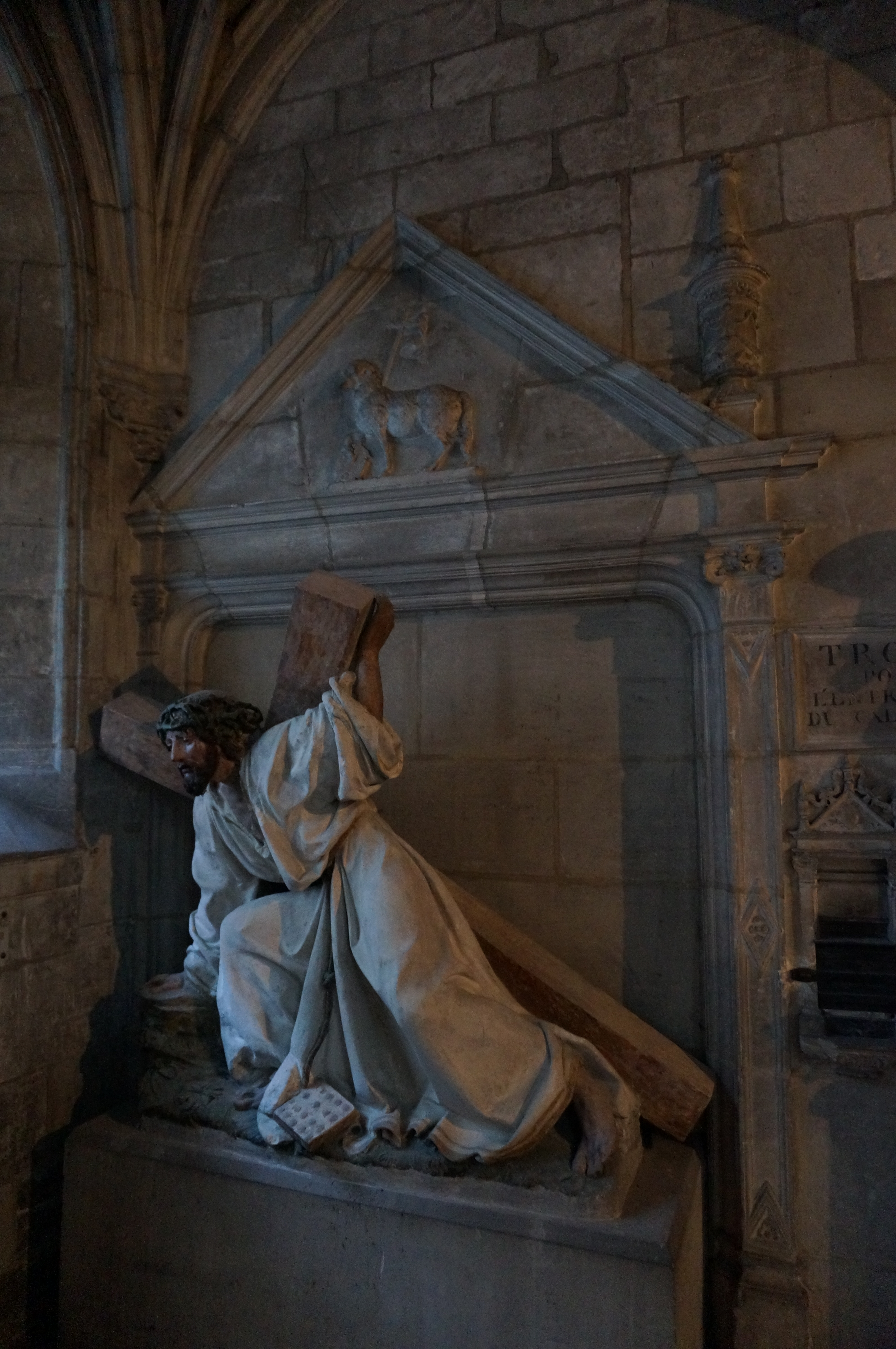
Jésus portant la croix.

### Narthex
Par le portail occidental se fait l'entrée en en passant sous la chapelle au calvaire ; elle est en quatre travées, les deux centrales étant plus importantes. Les deux des extrémités ont de petites ouvertures ovales pour y faire entrer la lumière. Le pilier central possède un bénitier décoré d'un blason portant C.R et I.L. qui date du XVIIe siècle. Une statue de saint Roch posée là accueille le pèlerin.

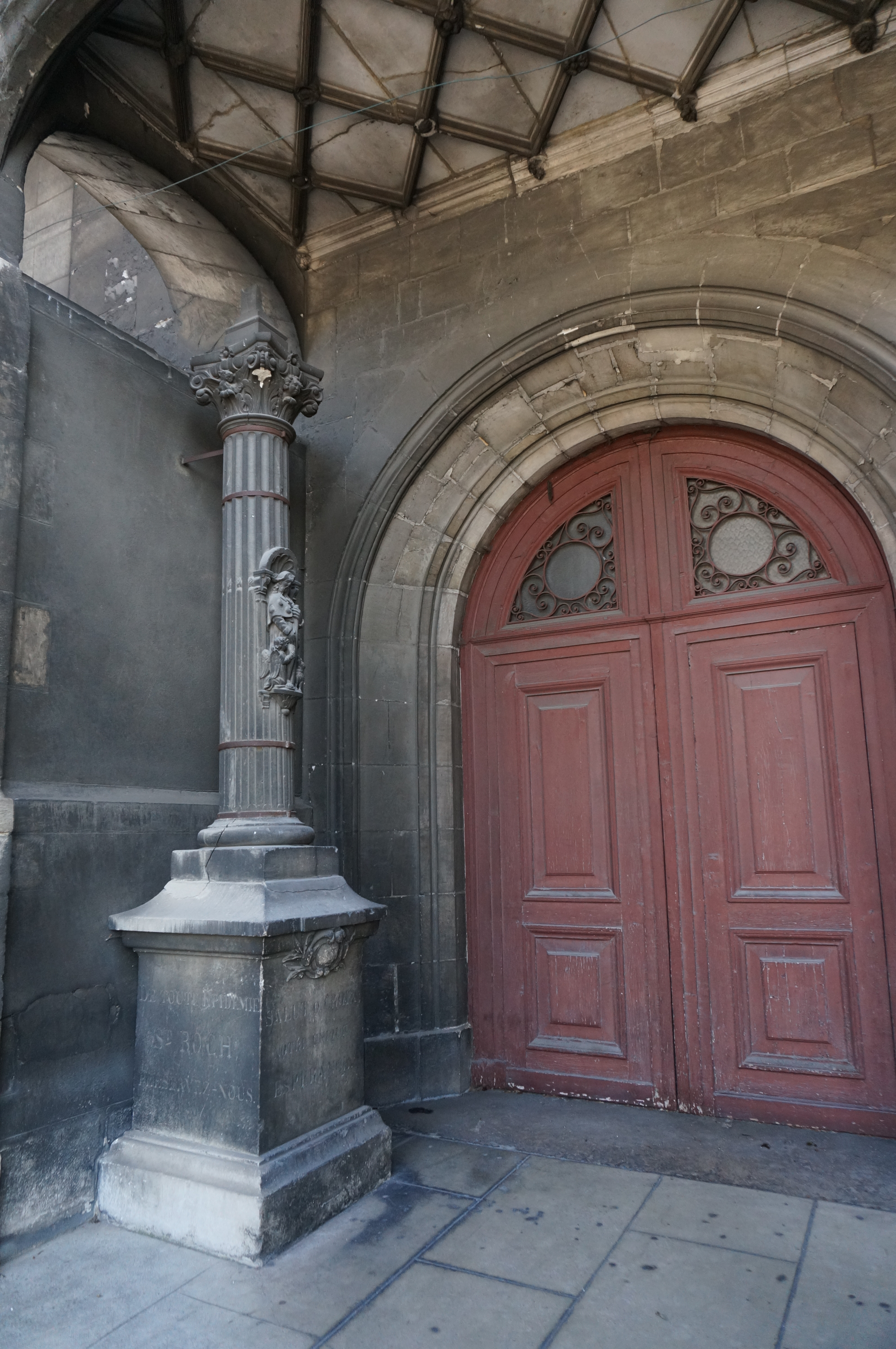
Saint Roch sous le proche
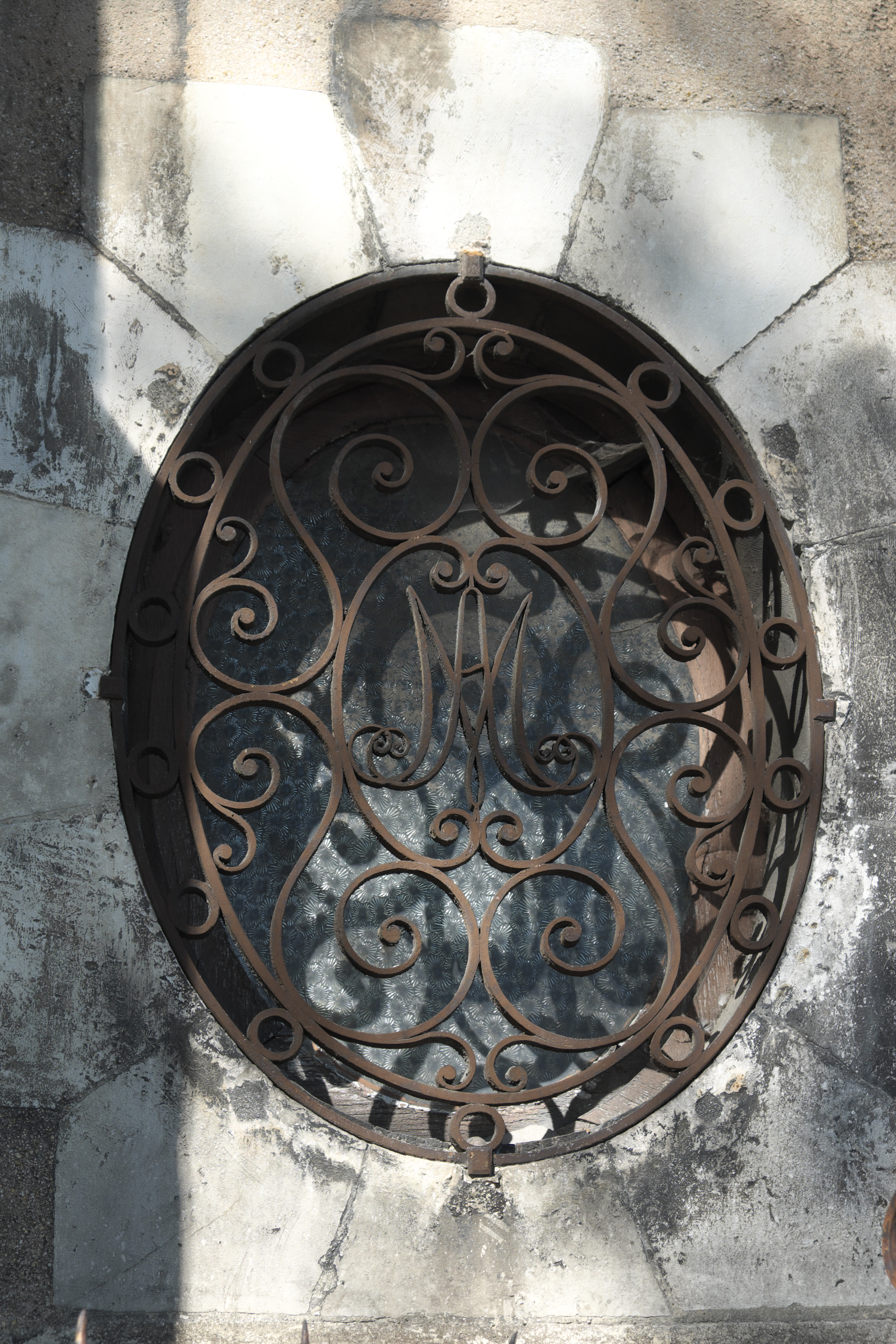
Ouverture ovale et ferronnerie.

### Le portail méridional
Le portail sud est un chef-d'œuvre de la Renaissance, il est orné de deux sculptures de François Gentil représentant des prophètes : David et Isaïe et, à l'intérieur une statue de sainte Agnès.
Le portail sud fut édifié entre 1551 et 1554 par Jean Falchot, maçon, sur un plan de Dominique Florentin. La fontaine de vie, ensemble de statues dont il ne reste que les deux prophètes, fut réalisée par François Gentil.
Au-dessus d'Isaïe se trouve : Pauvres pécheurs venez tous de randon
Pour vous laver dedans cette fontaine
Par vrai confes en gaignant le pardon
Rend son ame de peche nette et saine
et au-dessus de david : En la fontaine te viens diligement
Laver pecheur pour te mondifier
Car elle est plaine du pur sang penment
De Jesucrist qui fut crucifie.

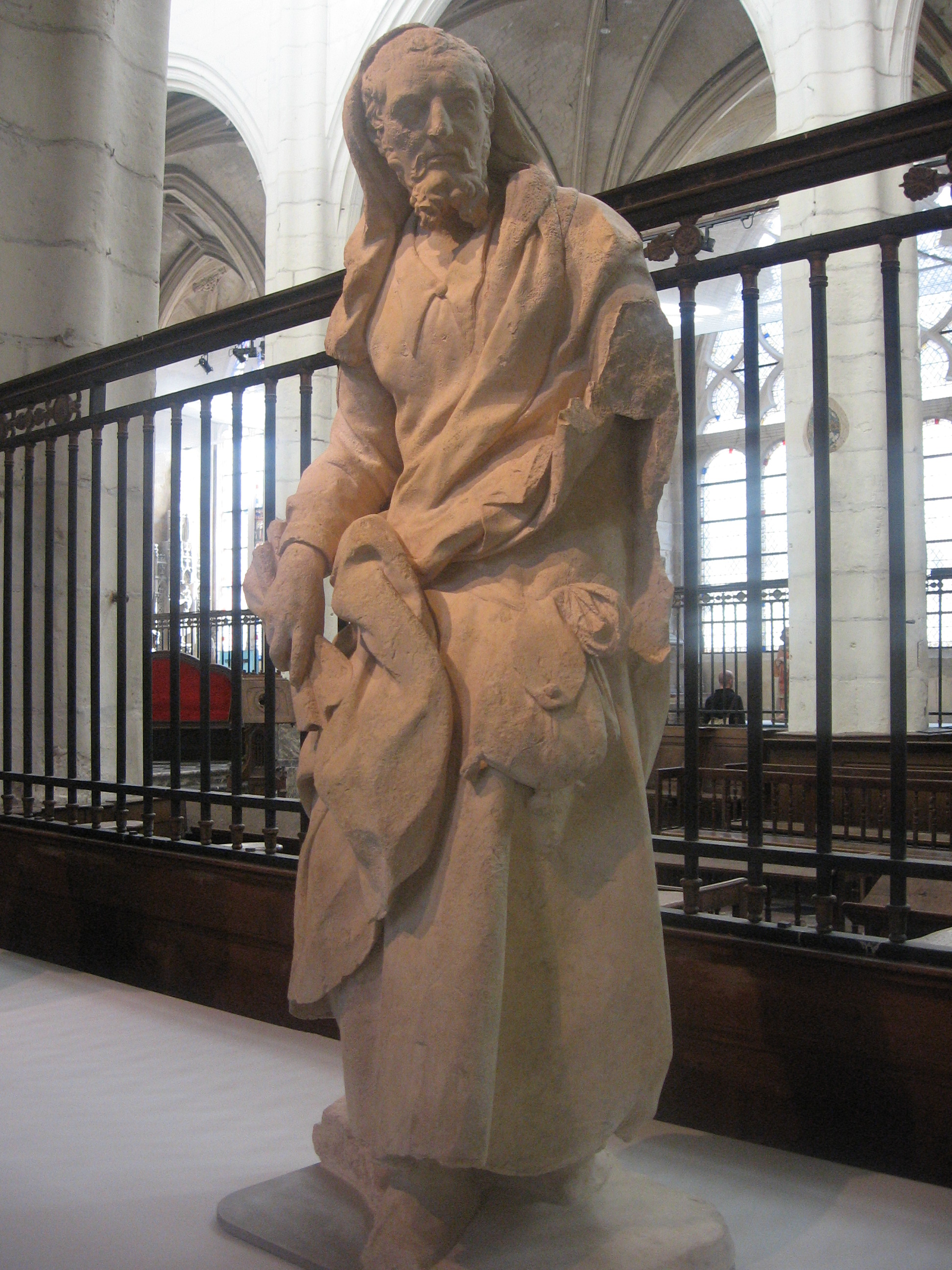
Isaïe[9] présenté lors de l'exposition Le Beau XVIe siècle.
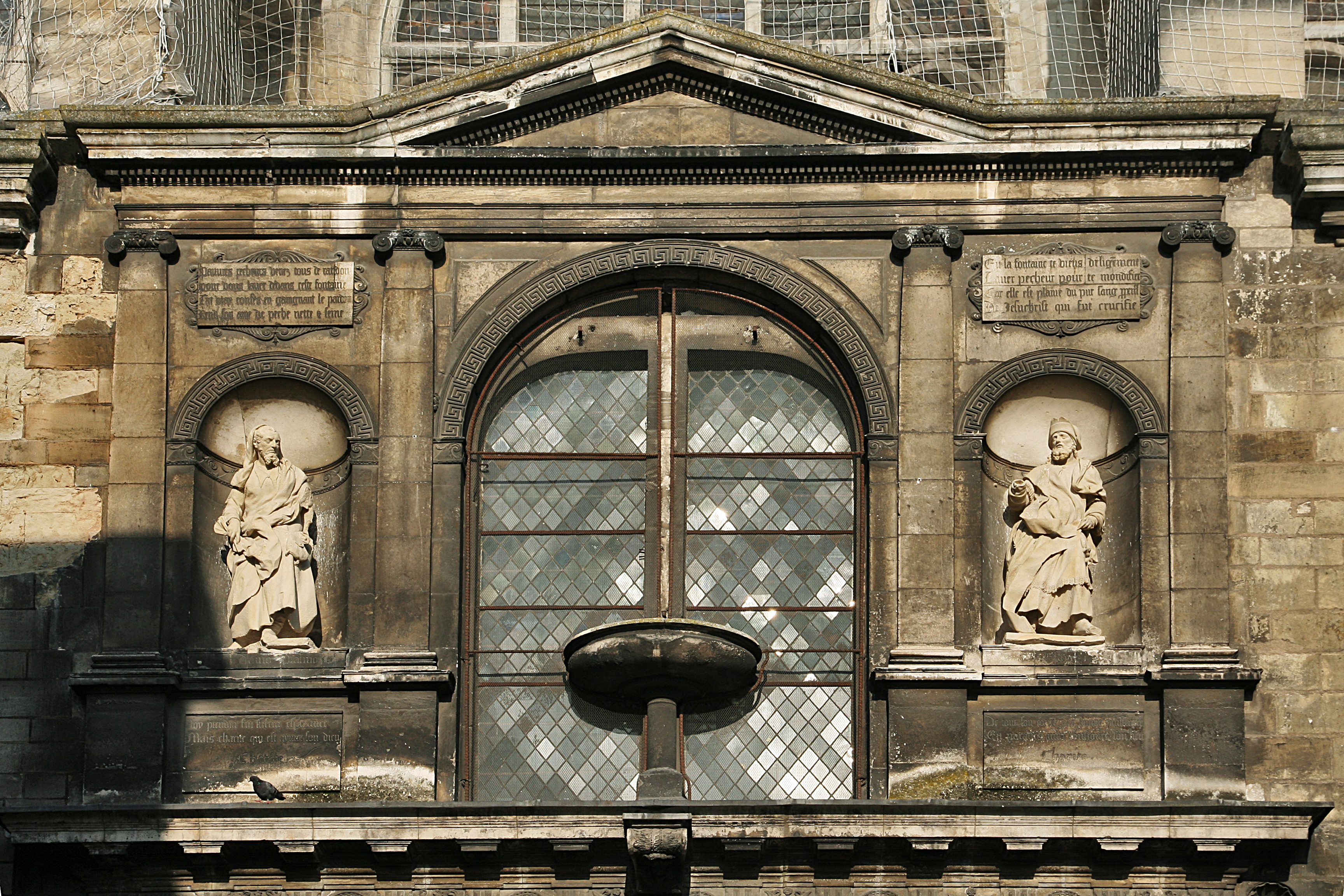
statues de David et Isaïe sur le portail sud.
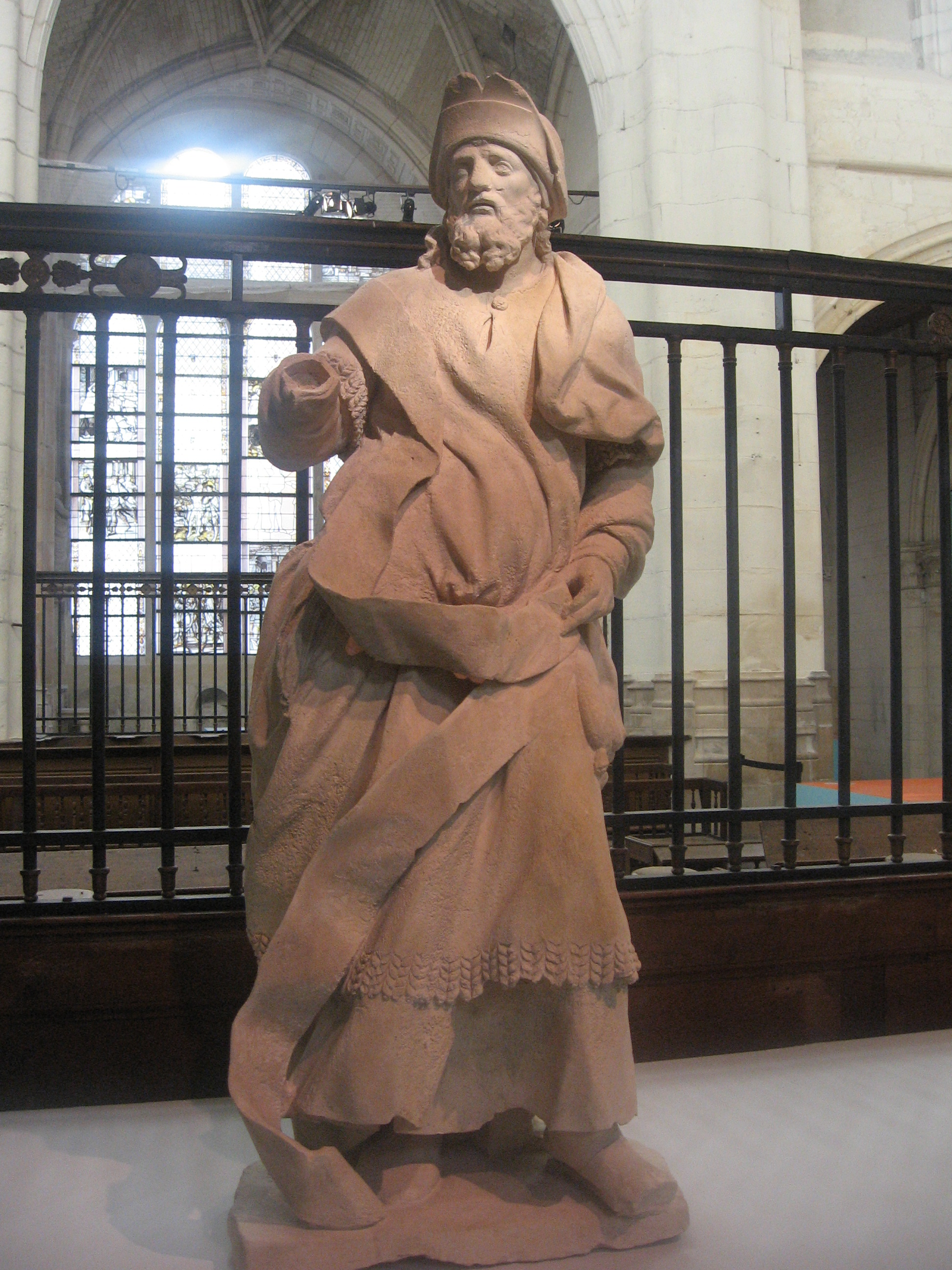
David[10].

### Statuaire

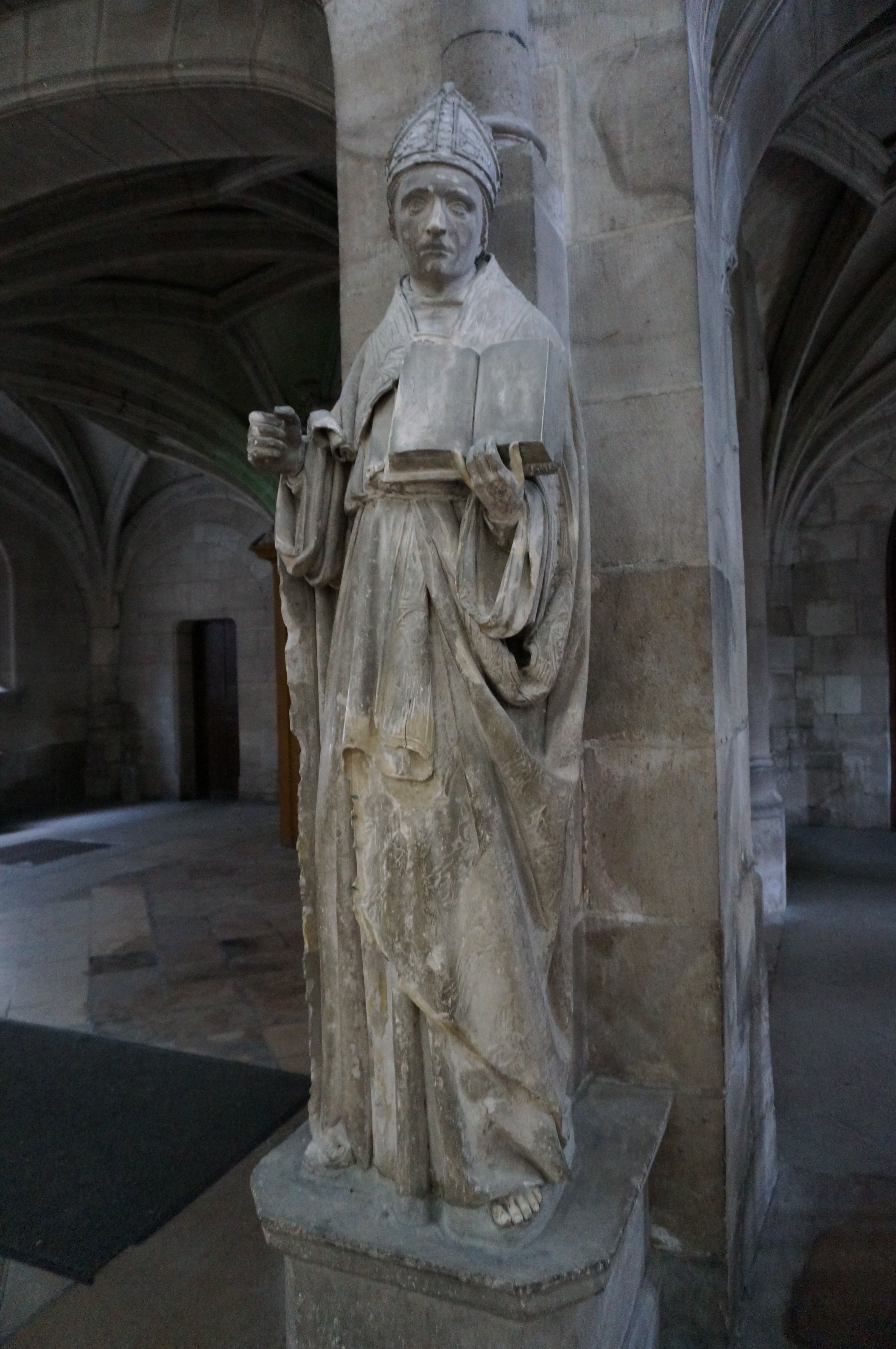
Statue de Bonaventure.

L'église Saint-Nicolas renferme une importante statuaire remontant principalement au XVIe siècle. On y observe notamment une statue représentant Sainte Agnès, un Calvaire, une statue polychrome du Christ ressuscité attribuée à Dominique Florentin, une statue polychrome représentant L'Assomption de la Vierge, une Sainte Marguerite et deux autres sculptures polychromes figurant La Vierge à l'enfant. On y trouve aussi un Sépulcre et des bas-reliefs de la Renaissance (L'Adoration des Mages, dans le narthex, et La Présentation de Marie au temple).
Une autre statue de la Renaissance représentant Bonaventure de Bagnoregio est située au milieu de la nef, adossée à un pilier. Il lui manque la crosse en main droite. Le saint porte la chape épiscopale semée de séraphins, il porte le titre de docteur séraphique, fermée par une agrafe où est le nom de Jésus. Par-dessous est visible sa robe de moine serrée par le cordon franciscain touchant presque le sol où sont visibles ses pieds chaussés de sandales. En main gauche il porte un livre ouvert qu'il tend aux visiteurs. L’orfroi de sa chape est rehaussé de figures : Ambroise Augustin, Jérôme, Grégoire le Grand, Bernardin de Sienne ainsi que des franciscains sans auréoles et deux évêques autour du col mais surtout Jésus et Pierre. Cette statue n'est pas dans les comptes de la fabrique, elle pourrait donc être arrivée là après la Révolution, les statues et œuvres des églises et des abbayes avaient été rassemblées à Saint-Loup. Au moment de nouveau libre pour le culte, chaque église étant venue chercher dans ce dépôt de quoi redécorer son bâtiment, elle pourrait donc venir du couvent des Cordeliers de Troyes dont Bonaventure était un des plus illustres docteurs.

## Vitraux
L'église possède un bel ensemble de verrières datant du XVIe siècle et du début du XVIIe siècle, notamment une série de verrière en grisaille rehaussées d'or situées dans la nef, datant du milieu du XVIe siècle.
Parmi les verrières remarquables de l'église on peut citer :
- Une grisaille représentant Le miracle de l'hostie datant de 1563
- Une grisaille représentant les Béatitudes du maître verrier Jean Soudain,
- Un Miracle des billettes don des familles Marisy, Mauroy, le Tartier,
- Une Vie de Daniel datant de 1535.

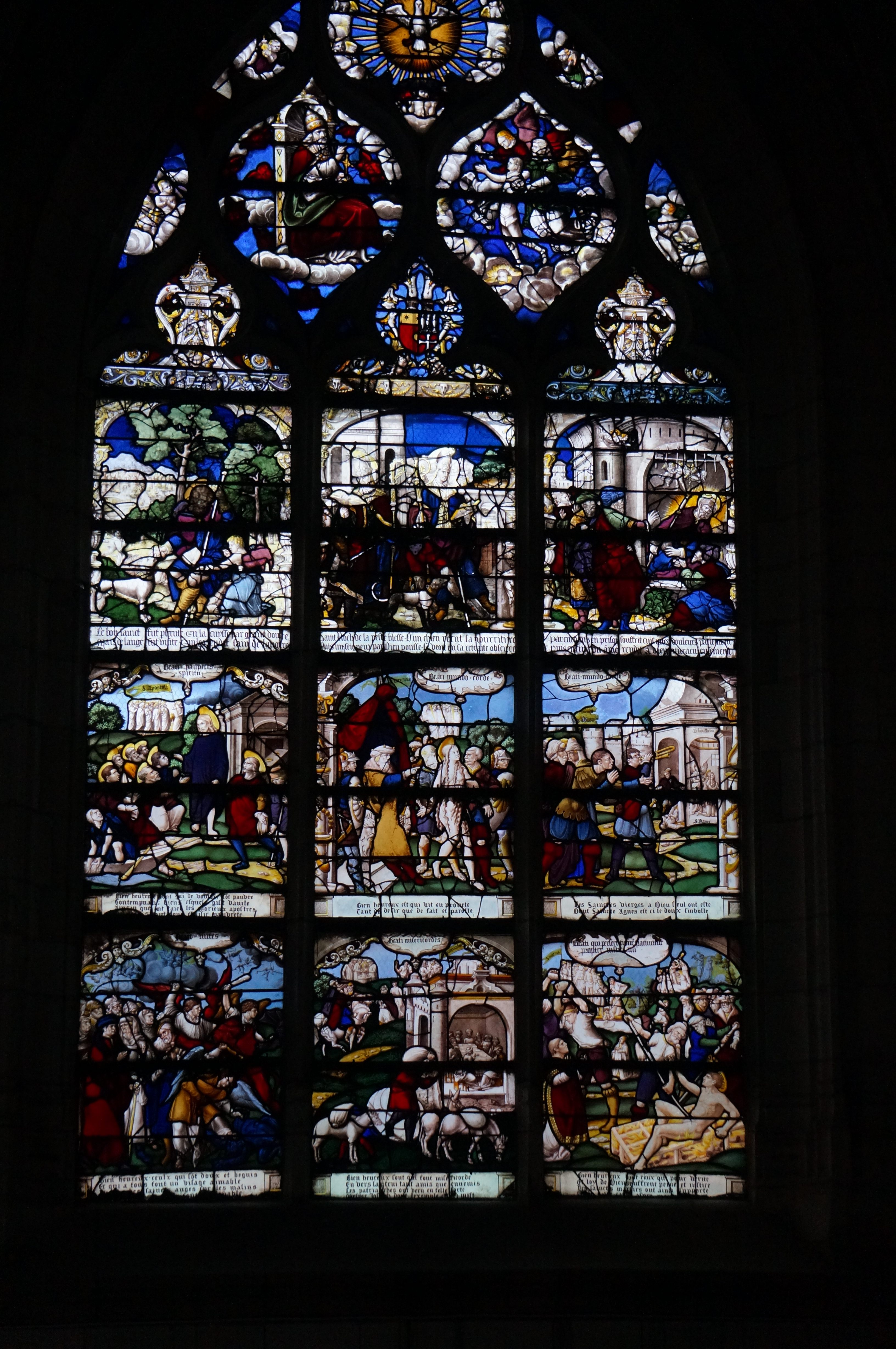
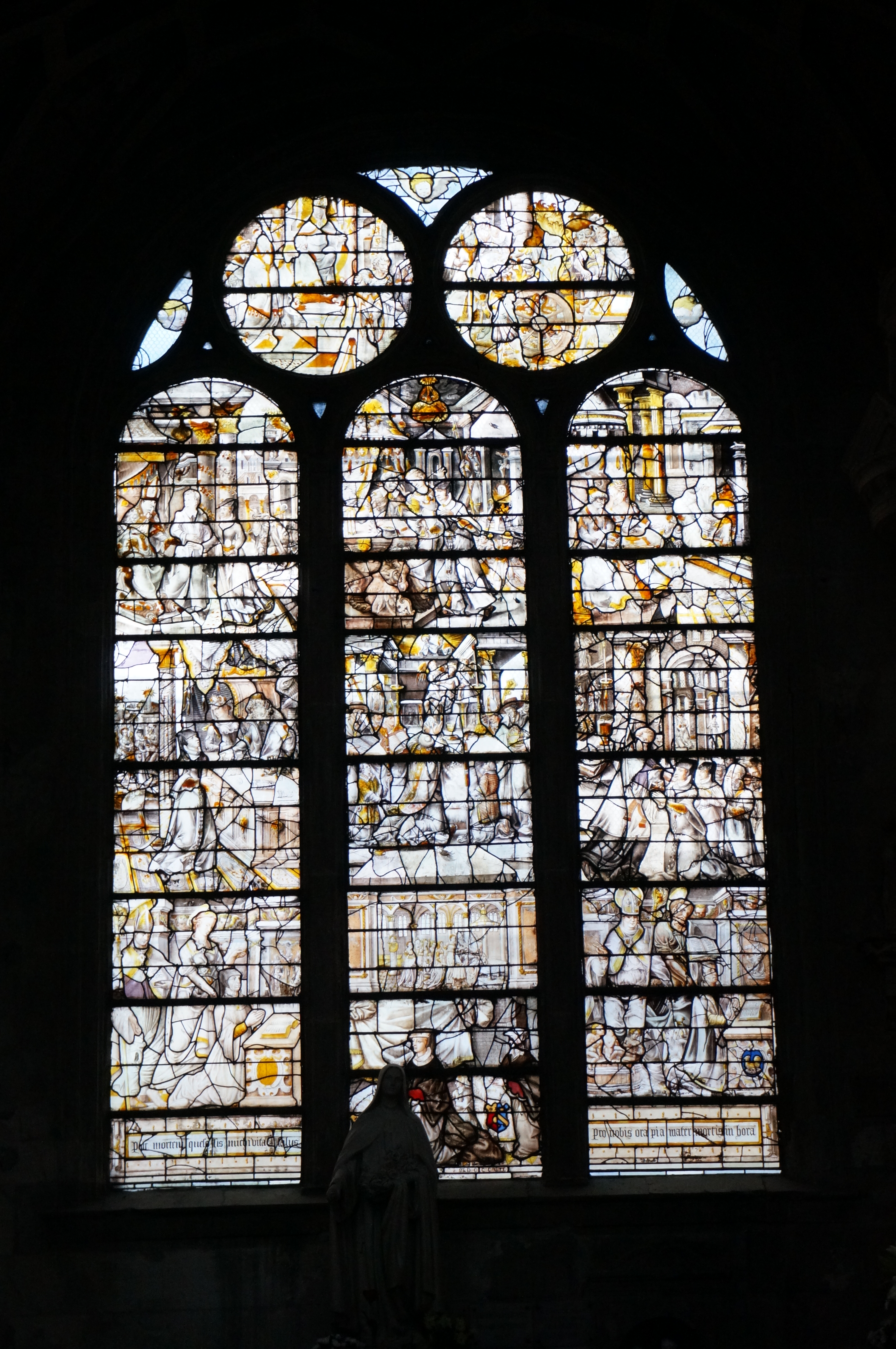
Grisaille.
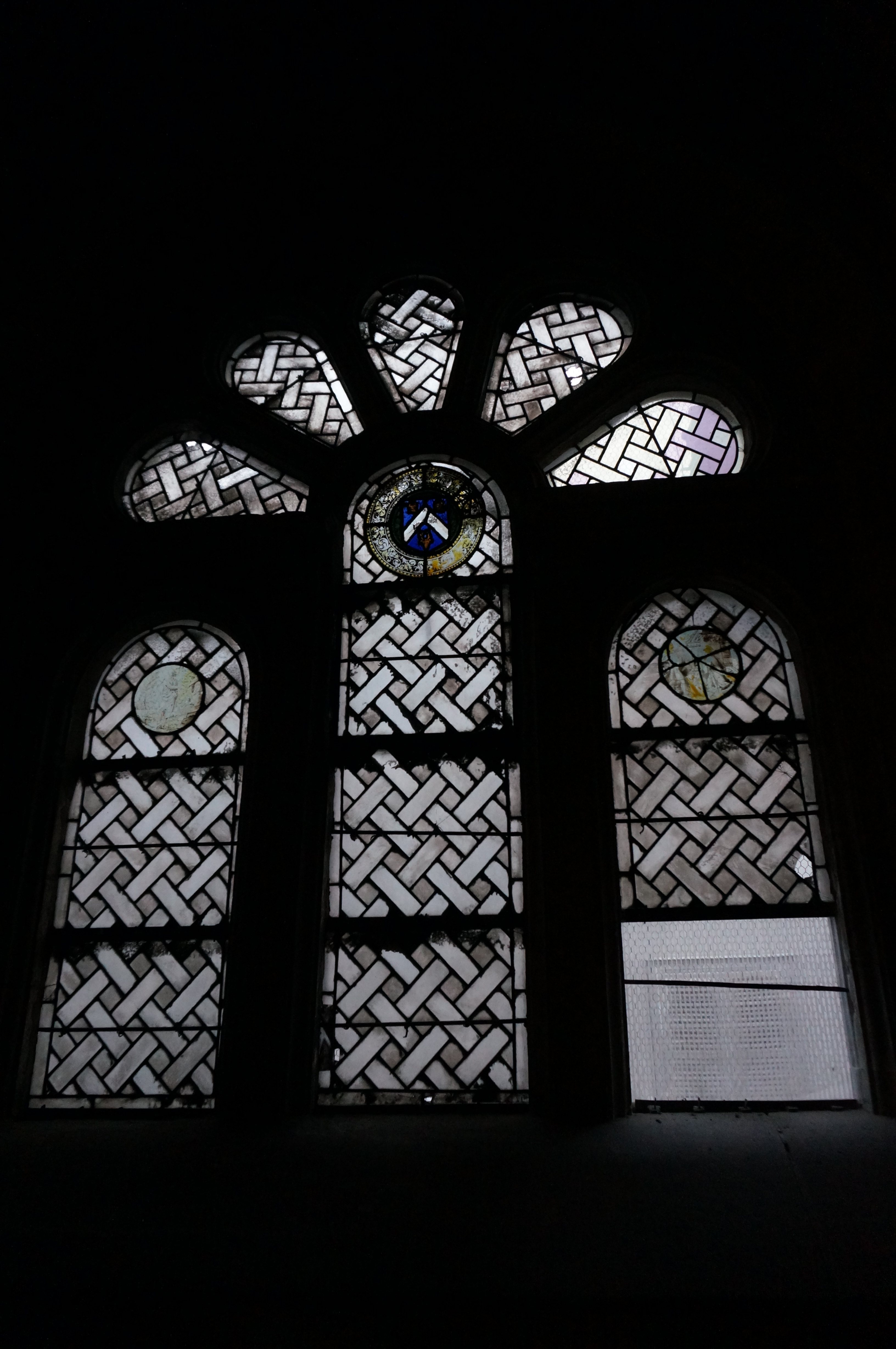
Dans la chapelle du calvaire, une verrière donné par Collet.